# Rampljus (film, 1952)

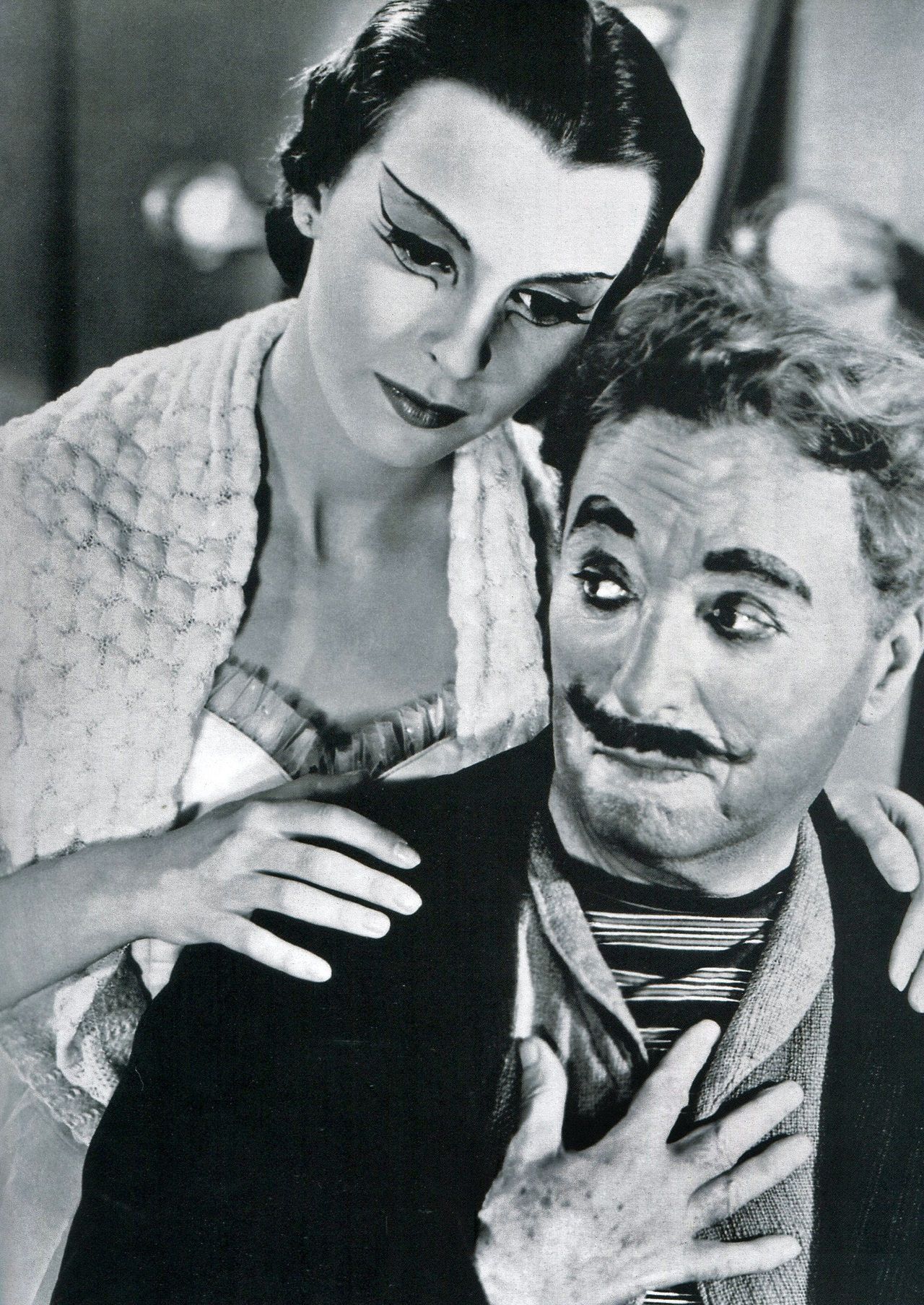
Claire Bloom och Charlie Chaplin i Rampljus.

Rampljus (engelska: Limelight) är en amerikansk dramakomedifilm från 1952, i regi av Charlie Chaplin. Då Chaplin reste från USA till premiären i London, fick han veta att han inte skulle få inresetillstånd för tillbakaresan, på grund av sina förmenta kommunistsympatier. Därför visades filmen inte i USA förrän 1972. Då belönades Chaplin, Larry Russell och Ray Rasch med en Oscar för bästa originalmusik (drama).

## Handling
Scenen är London 1914, endast dagar före första världskrigets utbrott. En något bedagad komiker, Calvero, hjälper en balettdansös, Terry, att få tillbaka självförtroendet efter ett självmordsförsök. I processen stärks också hans egen tro på sig själv, men ett försök till comeback utfaller inte särskilt lovande. Samtidigt blir deras förhållande alltmer intimt, och Terry säger sig vilja gifta sig med Calvero trots deras stora åldersskillnad. Calvero anser att en ung kompositör i vänskapskretsen, Neville, skulle vara lämpligare för henne, och drar sig tillbaka för att ge dem fritt spelrum. Han försörjer sig som gatuunderhållare. Av en händelse stöter han ihop med Terry igen, och hon övertalar honom att komma och uppträda i hennes numera egna show i ett välgörenhetsjippo. Han gör ett bejublat komikernummer på tillställningen, men drabbas av en hjärtinfarkt så fort han kommer ned från scenen. Han dör bakom kulisserna medan hon framför sitt dansnummer inför publiken.
Chaplin drar här fullt ut sitt ofta återkommande tema om komikens inneboende tragik, med essensen "The show must go on" ("föreställningen måste fortsätta", en något förvriden amerikansk version av Ars longa, vita brevis est).

## Om filmen
Filmen är inspelad i studio i Culver City men ger sken av att utspela sig i London. Den anses delvis vara självbiografisk, fast Chaplin själv hävdade att den skildrade skådespelaren Frank Tierneys liv. Filmen är också den enda där Chaplin uppträder tillsammans med den andre store stumfilmskomikern Buster Keaton. Diverse skvallerpress har försökt få det till att det skulle ha rått allehanda rivalitet dem emellan under inspelningarna, men faktum torde vara att de skedde i bästa sämja. Rampljus hade svensk premiär den 8 december 1952. Den är barntillåten.
Barnen i filmens första scen är Chaplins egna.

## Rollista i urval
- Charles Chaplin - Calvero
- Claire Bloom - balettdansösen Terry
- Buster Keaton - Calveros partner
- Sydney Chaplin - Neville
- Geraldine Chaplin - Liten flicka i öppningsscenen (ej krediterad)
- Josephine Chaplin - Barn i öppningsscenen (ej krediterad)
- Charles Chaplin Jr. - Clown (ej krediterad)
- Michael Chaplin - Barn i öppningsscenen (ej krediterad)
- Oona Chaplin - Statist (ej krediterad)
- Edna Purviance - Mrs Parker (ej krediterad)

## Musik i filmen
Musiken i filmen är skriven av Chaplin själv, och han fick en Oscar för den, över tjugo år efter premiären. Temamelodin har spelats in i åtskilliga versioner på skiva och rönt stor framgång världen över.

## Utmärkelser
- 1953 - Italian National Syndicate of Film Journalists - Bästa utländska film - Charles Chaplin
- 1953 - BAFTA - Mest lovande nykomling - Claire Bloom
- 1956 - CEC Award - Bästa utländska film
- 1972 - Oscar - Bästa musik - Charles Chaplin, - Bästa drama - Charles Chaplin, Ray Rasch, Larry Russell

Filmen visades inte i Los Angeles förrän 1972. Dåvarande regler för Oscar tillät att filmen fick pris trots att den var 20 år gammal, men de ändrades genast därefter.